# Compsaraia samueli
Compsaraia samueli és una espècie de peix pertanyent a la família dels apteronòtids.

## Descripció
- Pot arribar a fer 22,6 cm de llargària màxima.
- Es diferencia de Compsaraia compsa per tindre una llargària inferior, més radis a l'aleta caudal, un peduncle caudal més curt i diverses característiques en la morfologia del musell i la mandíbula.
- És capaç d'alliberar descàrregues elèctriques.[2][3]

## Reproducció
Assoleix la maduresa sexual en arribar als 144 mm de llargada.

## Hàbitat
És un peix d'aigua dolça, pelàgic i de clima tropical (3°S-4°S, 61°W-62°W).

## Distribució geogràfica
Es troba a Sud-amèrica: conca occidental del riu Amazones al Perú i el Brasil, incloent-hi el riu Solimões i el curs inferior del riu Iça al Brasil.

## Observacions
És inofensiu per als humans.